# Émile Ollivier
Olivier Émile Ollivier (2. července 1825 Marseille – 20. srpna 1913 Saint-Gervais-les-Bains) byl francouzský politik. Začínal jako zanícený republikán v opozici vůči císaři Napoleonovi III. Se svou politickou skupinou tlačil císaře k liberálním reformám, ale postupně se stále více dostával do jeho vlivu. Nakonec od císaře přijal místo předsedy vlády (předtím po celé druhé císařství tato funkce neexistovala). Jako premiéra (1869–1870) ho však čekal nevděčný úkol obrany Francie v prusko-francouzské válce, v němž dle vlastních slov zcela selhal.

## Život
Jeho otec, Démosthène Ollivier (1799–1884), byl vehementním odpůrcem červencové monarchie a v roce 1848 ji svrhával. Díky tomu se stal velmi vlivnou osobností druhé republiky a svému synovi zajistil pozici generálního komisaře departementu Bouches-du-Rhône. Byl sice brzy přeložen do poměrně nevýznamné prefektury Chaumont-la-Ville, patrně pod tlakem nepřátel svého otce, na což reagoval odchodem ze státní služby, nicméně advokacie, jíž se oddal, mu zajistila značný úspěch. Po státním převratu v prosinci 1851 musel jeho otec odejít do exilu (do Francie se vrátil až v roce 1860), Émile však nebyl tak ohrožen, neboť byl vždy mnohem méně radikální než jeho otec a mohl se vykázat například potlačením socialistického povstání v Marseille v době, kdy byl generálním komisařem.
Do politického života druhého císařství Émile Ollivier vstoupil v roce 1857, kdy byl zvolen poslancem v departementu Seina. Ve sněmovně se přidal k opozici. Spolu s Alfredem Darimonem, Julesem Favrem, J. L. Henonem a Ernestem Picardem vytvořil skupinu známou jako Les Cinq (Pětka), která si na Napoleonovi III. vynutila některé ústupky. Posunuli svým vlivem Francii blíže ke konstituční monarchii. Ollivier byl republikánem, ale umírněným - byl ochoten přijmout císařství, pokud dá občanům určité svobody. Tento postoj ho postupně vzdálil od jeho radikálnějších druhů, jako byl Jules Favre. A také si jím získal určité sympatie císaře, takže mu byl v roce 1866 nabídnut úřad ministra školství. Ollivier tehdy ještě odmítl, neboť císařovy ústupky, zejména v oblasti svobody tisku, se mu nezdály dostatečné.
Změny z roku 1869, které daly oběma komorám parlamentu značná práva, však již musel hodnotit pozitivně. Nadchl se pro historický kompromis "libeálního impéria". Přijal císařovu nabídku a postavil se do čela kabinetu, ačkoli funkci předsedy vlády ústava, formálně vzato, neznala a oficiálně byl Ollivier jen ministrem spravedlnosti. Císař se měl více stáhnout do pozadí a Ollivier mu slíbil "klidné stáří".
Jeho kabinet, známý jako vláda 2. ledna, ihned čelil vážnému problému, když císařův bratranec Pierre Napoleon zastřelil republikánského novináře Victora Noira, což vyvolalo nepokoje. Ollivier se rozhodl je potlačit bez krveprolití a svolat Nejvyšší soudní dvůr, aby vynesl nad knížetem Bonapartem spravedlivý rozsudek.
20. dubna císař dovršil přeměnu říše v konstituční monarchii, což bylo velké Ollivierovo vítězství. Republikáni však nebyli spokojeni, zejména když si císař nechal plebiscitem potvrdit změnu ústavy, podle níž by se jeho syn mohl stát jeho nástupcem na trůně. Podali kvůli tomu demisi i nejlevicovější členové Ollivierovy vlády. Ollivier je nahradil konzervativnějšími politiky. Ministrem zahraničí se stal Agénor de Gramont.
Nejtěžší zkouška Olliviera čekala právě v oblasti zahraniční politiky. Princ Leopold Hohenzollernský ohlásil svou kandidaturu na španělský trůn. Tím by velmi stoupl vliv Pruska v Evropě a Francie by jím byla de facto obklíčena. Ollivier se nechal přesvědčit Gramontem k tvrdému postoji a velvyslanec v Berlíně byl pověřen požadovat od pruského krále stažení hohenzollernské kandidatury. Otto von Bismarck ponoukl krále Viléma I. k odmítnutí požadavku a tvrdé reakci, v podobě proslulé Emžské depeše. Ollivier nótu představil v parlamentu a získal pověření k vedení války. Sám prohlásil, že odpovědnost za válku přijímá "s lehkým srdcem", neboť byla Francii vnucena. Ve svých pozdějších spisech (zejm. L'Empire libéral) Ollivier sám sebe za tuto neprozřetelnost tvrdě kritizoval a litoval, že se dal strhnout "válečnou stranou" ve vládě a parlamentu. Historici se však přiklánějí k názoru, že tato sebekritika byla spíše nadměrná, neboť nebere v potaz skutečnost, že Bismarck válku s Francií chtěl a potřeboval. Patrně by k ní Olliviera domanévroval tak jako tak.
Francie nebyla na válku zjevně připravena. Do 9. srpna francouzská armáda prohrála tři bitvy během tří dnů (u Wissembourgu, u Spicherenu a u Wörthu), načež byl Ollivierův kabinet vyhnán z úřadu. Ollivier našel útočiště před všeobecným hněvem v Itálii. Do Francie se vrátil v roce 1873. Vstoupil znovu i do politiky, angažoval se v bonapartistické straně Estafette, ale jeho prestiž byla dávno ztracena a dostal se do konfliktu i se svými spolustraníky, zejména s Paulem de Cassagnac. Větší politickou roli ve třetí republice již Ollivier nesehrál.
Jeho první manželka, Blandine Rachel Lisztová, byla dcerou hudebního skladatele Ference Liszta a spisovatelky Marie d'Agoultové.